# Russell (Ontario)
Russell, (Township of Russell) è un comune del Canada, situato nella provincia dell'Ontario, nelle contee unite di Prescott e Russell.